# 에콰도르의 국장

에콰도르의 국장

에콰도르의 국장은 1900년 10월 31일에 제정되었다.
국장 가운데에 그려져 있는 방패 안에는 침보라소산과 화산에서 흐르고 있는 과야스강이 그려져 있다. 화산과 강은 에콰도르를 구성하고 있는 각 지역의 아름다움과 풍요로움을 의미한다.
강 위에는 과야스호(Guayas)라는 선박이 그려져 있는데 이는 1841년에 남아메리카 서부 해안에 위치한 과야킬에서 건조된 증기선이었다. 선박의 돛대를 대신해서 달고 있는 케뤼케이온은 무역과 경제를 의미한다.
방패 상단에 그려져 있는 금색 태양과 양자리, 황소자리, 쌍둥이자리, 게자리는 1845년에 있었던 에콰도르 3월 혁명이 일어난 3월에서 7월까지의 기간을 의미한다.
방패 위쪽에는 날개를 펼친 콘도르가 그려져 있다. 콘도르는 에콰도르의 권력, 위대함, 역량을 의미한다. 방패 양쪽에는 엇갈린 채로 게양되어 있는 네 개의 에콰도르의 국기가 그려져 있다.
방패 왼쪽에는 월계수가, 방패 오른쪽에는 야자나무 잎이, 방패 아래쪽에는 속간이 그려져 있다. 월계수는 공화국의 승리를, 야자나무 잎은 독립과 자유를 위한 순교자들의 투쟁을, 속간은 공화국의 존엄을 의미한다.

## 역대 에콰도르의 국장

누에바그라나다 부왕령 시대의 문장 (1534년 ~ 1820년)
과야킬 자유주의 문장 (1820년)
그란콜롬비아의 국장 (1821년 ~ 1830년)
에콰도르의 국장 (1830년 ~ 1835년)
에콰도르의 국장 (1835년 ~ 1843년)
에콰도르의 국장 (1843년 ~ 1845년)
에콰도르의 국장 (1845년 ~ 1860년)
에콰도르의 국장 (1860년 ~ 1900년)
에콰도르의 국장 (1900년 ~ 현재)